# Mike Green (football américain, 1976)
Pour les articles homonymes, voir Mike Green.
Michael Wayne Green dit Mike Green, né le 6 décembre 1976 à Ruston en Louisiane, est un joueur professionnel américain de football américain. 
Il joue au poste de cornerback et safety pour les franchise des Bears de Chicago, Seahawks de Seattle et Redskins de Washington dans la National Football League (NFL) entre 2000 et 2008. Il est le Mr. Irrelevant du draft de 2000.

## Biographie
Green fait sa carrière universitaire avec les Demons de Northwestern State. Il est drafté par les Bears de Chicago au dernier rang du draft de 2000, faisant de lui le Mr. Irrelevant de l'édition. Dû sa longévité et production dans la ligue, il est aujourd'hui considéré comme l'un des meilleurs joueurs ayant reçu cette honneur. Durant ses premières années dans ligue, il se développe comme un régulier de la défense des Bears en tandem comme safety avec Mike Brown. Cependant, des blessures en 2005 permet à des jeunes safety de l'équipe tels Chris Harris (en), Todd Johnson (en) et Brandon McGowan (en) de prendre plus de place dans la formation. À la fin de la saison, il est échangé un Seahawks de Seattle contre un choix de sixième ronde au draft à venir. Ces derniers avaient besoin d'aide à la position après la blessure à Ken Hamlin (en) et le départ de Marquand Manuel (en). Il reste deux ans avec l'équipe avant de signer un dernier contrat d'un an avec les Redskins de Washington en 2008 où il rejoint Greg Blache (en), le coordinateur défenseur de Washington, qui l'avait entrainer à Chicago[réf. souhaitée].